# Johann Ludwig Böhner
Johann Ludwig Böhner, également appelé Ludwig ou Louis Böhner,, né le 8 janvier 1787 à Töttelstädt et mort le 28 mars 1860 à Gotha, est un pianiste, organiste, chef d'orchestre et compositeur allemand de la période romantique.

## Biographie
Johann Ludwig Böhner naît le 8 janvier 1787 à Töttelstädt près d'Erfurt dans l'Électorat de Mayence,,,,,,,,.
Il est le fils de Johann Matthias Böhner (1738-1813), professeur et cantor à Töttelstädt, et de son épouse Elisabeth Maria Geyersbach (1754-1814),.
Son père, organiste à Töttelstädt pendant plus de 40 ans, lui donne ses premières leçons de musique, le formant à partir de l'âge de 7 ans au piano, à l'orgue et au violon. Böhner manifeste très tôt des talents de compositeur.
À partir de 1798, Johann Ludwig Böhner fréquente le lycée d'Erfurt, où sa formation est encouragée par le compositeur Michael Gotthard Fischer, puis le séminaire à partir de 1801 à 1805, tout en suivant des cours de basse continue et de piano avec l'organiste Georg Heinrich Kluge,,,.
De 1805 à 1808, il vit à Gotha où il donne des cours de piano. Après avoir été professeur de musique pendant quelques mois chez le baron Christian Adolph von Seckendorff, il s'installe en 1808 à Iéna où il devient l'ami de Goethe,,.

Selon Fétis :

« C'est à cette époque que l'originalité de Böhner, sa sauvagerie, sa naïveté commencèrent à être remarquées. Toute sa personne, et même la gaucherie de ses manières, contribuaient à faire de lui à un être extraordinaire dont l'esprit observateur de Hoffmann fut frappé. Cet écrivain de génie eût bientôt aperçu le parti qu'il pouvait tirer d'un tel modèle. Il en fit le type de son excellente création du maître de chapelle Kreisler. L'originalité de leur esprit et le goût du vin eurent bientôt rapproché ces deux hommes singuliers : ce fut, dit-on, dans leurs fréquentes libations que le célèbre romancier fit des études sur Böhner pour son bizarre maître de chapelle. »

Böhner aurait donc indirectement inspiré les Kreisleriana composées par Robert Schumann en 1838,.
Toujours selon Fétis « décidé à ne pas se mettre dans la dépendance d'une cour d'une école publique ou d'une église, Böhner voulut chercher dans le libre exercice de son talent des ressources pour son existence, et les voyages et les concerts lui parurent le moyen qui pouvait le mieux réaliser ses vues ».
Johann Ludwig Böhner donne son premier concert à Erfurt en mars 1810. En 1811, il effectue une tournée de concerts en Thuringe, en Franconie, à Ratisbonne en Bavière et à Linz en Autriche. De 1812 à 1814, il est directeur de musique au théâtre de Nuremberg, puis effectue une nouvelle tournée de concerts dans le sud-ouest de l'Allemagne et en Suisse,.
Sa carrière périclite à partir de 1814, essentiellement dû à l'apparition d'une maladie mentale accompagnée d'un délire de persécution et d'une peur des démons. De 1815 à 1819, il effectue encore de nombreuses tournées en grande partie sans succès, principalement comme virtuose de l'orgue, dans de nombreuses villes d'Allemagne ainsi qu'à Copenhague, mais il souffre de troubles psychiques croissants.
En 1819, il revient vivre dans la pauvreté à Gotha, Erfurt et Töttelstedt et donne encore quelques concerts entre autres à Leipzig (1820), à Gotha (1820 et 1823) et à Erfurt.
Sa dernière tournée de concerts a lieu en 1840 et sa dernière représentation publique en 1859 à Arnstadt.
Emporté par l'alcool et les privations, Johann Ludwig Böhner décède le 28 mars 1860 à Gotha,,,, dans le Duché de Saxe-Cobourg et Gotha alors situé dans la Confédération germanique.

## Œuvre
Fétis est très critique envers les talents de compositeur, mais non d'interprète, de  Johann Ludwig Böhner : 

« Comme instrumentiste, les éloges accordées par les Allemands à Böhner ne laisse point de doute sur son habileté : comme compositeur, il ne se recommande guère que par une bonne facture, et l'art de développer des idées peu remarquables. L'originalité manque à sa pensée et ce n'est pas un médiocre sujet d'étonnement que de ne trouver que des idées ordinaires dans les productions d'un homme si peu semblable aux autres. La fécondité est, dit-on, un des signes caractéristiques du génie : chez Böhner elle n'a été que le résultat du travail. »

Il tempère cependant cet avis très dur par une note plus positive : « Singularité assez remarquable, loin de prendre la teinte de l'état morose de l'âme de l'artiste, sa musique est empreinte d'un caractère de gaieté ».
Parmi les nombreux ouvrages du compositeur, il remarque ceux qui suivent :
- sérénade pour deux violons, alto, flûte obligée, deux cors, basson, violoncelle et contrebasse, op. 9
- trois marches en harmonie militaire
- deux recueils de danses à grand orchestre
- quatuors pour deux violons, alto et basse
- fantaisie avec variation pour clarinette et orchestre, op. 21
- variations pour cors avec quatuor, op. 24
- concertos pour le piano avec orchestre, op. 7, 8 et 11
- concerto en fantaisie, op. 13
- concerto en fantaisie, op. 14
- quatuor pour piano, violon, alto et basse, op. 4
- sonate pour piano et violon, op. 37
- valses à quatre mains
- sonates pour piano seul, op. 15
- fantaisies, caprices, bagatelles, etc., pour piano, op. 19, 22, 31, 91 et 92
- variations pour piano, op. 3, 6, 12, 20, 51, 53 et 55
- recueils de danses et de valses pour le piano, op. 4, 36, 43, 44, etc.
- recueils de chansons allemandes, avec accompagnement de piano
- pièces d'orgue
- ouvertures à grand orchestre
- opéra Der Dreyherrenstein
- motets

## Enregistrements
- Fantaisie et Variations en la majeur sur le disque Grand Duo Brillant, œuvres de Carl Maria von Weber, Iwan Müller et Johann Ludwig Böhner, par Dieter Klöcker à la clarinette et Werner Genuit au piano (CPO 999 626-2, enregistré en 1995 et publié en 1999)
- Fantasie und variationen pour clarinette et piano op. 21 sur le disque German Music with Clarinet, œuvres de Johann Ludwig Böhner, Max Bruch, Gustav Jenner et Carl Reinecke, par Dario Zingales (clarinette), Damiano Scarpa (violoncelle) et Fausto Quintabà (piano) (Da Vinci Classics)